# Prico Nakitende
Prico Nakitende (sinh ngày 29 tháng 7 năm 1996) là một người chơi cricketer nữ Uganda. Vào tháng 7 năm 2018, cô đã có tên trong đội hình của Uganda cho giải đấu Vòng loại thế giới Twenty20 ICC 2018. Cô ấy đã ra mắt lần đầu tiên Twenty20 International (WT20I) cho trận gặp Uganda ở Ireland trong Vòng loại thế giới Twenty20 vào ngày 10 tháng 7 năm 2018.